# Samhällsfarlig sjukdom
Begreppet samhällsfarlig sjukdom definieras i  Smittskyddslagens första kapitel:
| ”            | Med samhällsfarliga sjukdomar avses allmänfarliga sjukdomar som kan få en spridning i samhället som innebär en allvarlig störning eller överhängande risk för en allvarlig störning i viktiga samhällsfunktioner och som kräver extraordinära smittskyddsåtgärder. | „ |
| – 1 kap. 3 § | |   |

Vilka sjukdomar som klassas som samhällsfarliga regleras av smittskyddslagens bilagor. I särskilda fall där riksdagsbeslut inte hinner inväntas får regeringen under särskilda omständigheter genom särskild förordning bestämma att en viss sjukdom tills vidare klassas som samhällsfarlig enligt 9 kap. 2 § smittskyddslagen.

## Listade samhällsfarliga sjukdomar
Följande sjukdomar är samhällsfarliga sjukdomar:
- Marburgvirusinfektion
- Ebolafeber
- SARS (svår akut respiratorisk sjukdom, engelska: severe acute respiratory syndrome)
- Smittkoppor